# Епархия Рейкьявика
Епархия Рейкьявика (лат.  Dioecesis Reykiavikensis) — епархия Римско-католической церкви с центром в городе Рейкьявик, Исландия. Епархия Рейкьявика распространяет свою юрисдикцию на всю территорию Исландии. Епархия Рейкьявика подчиняется непосредственно Святому Престолу. Кафедральным собором епархии Рейкьявика является церковь Христа Царя в Рейкьявике.

## История

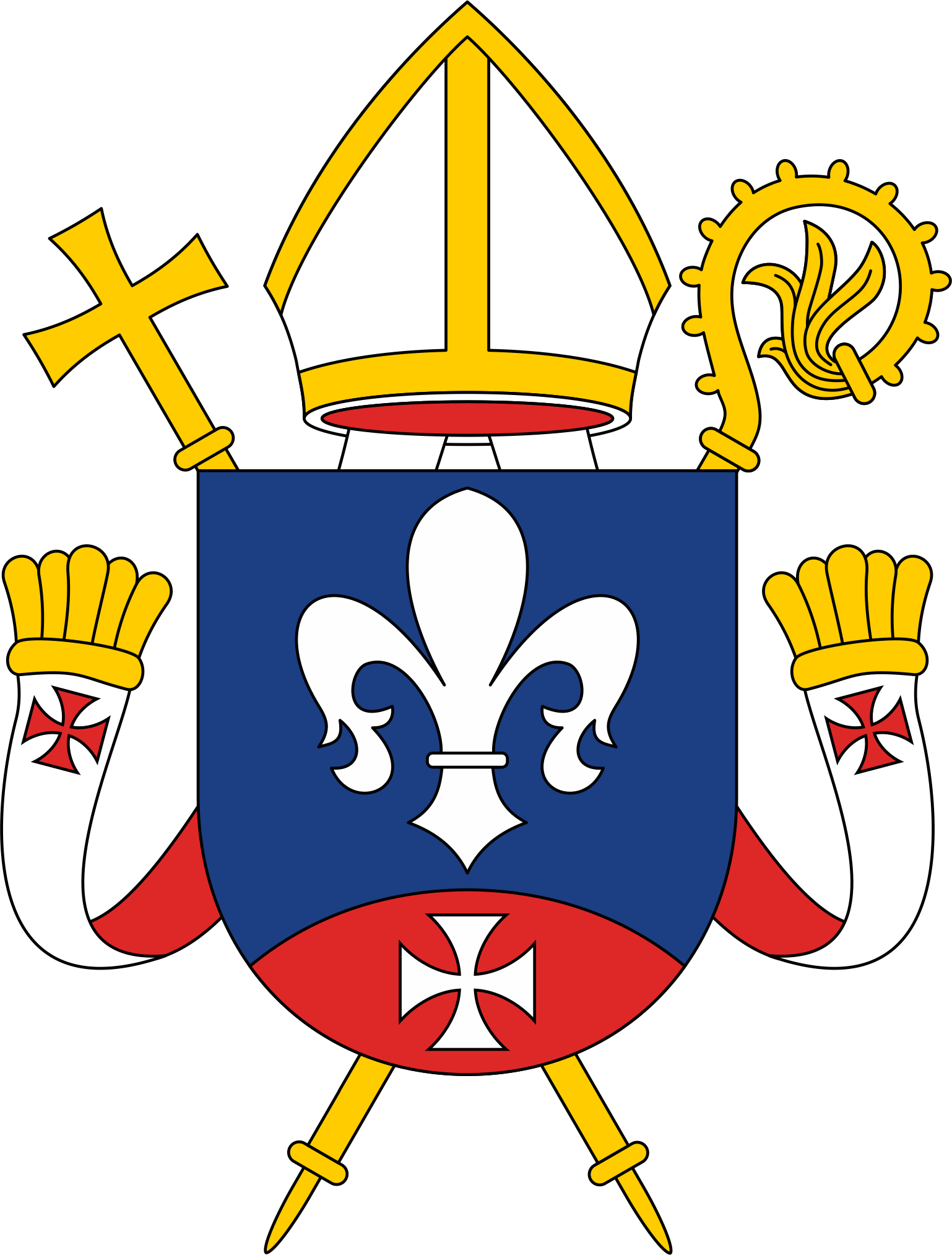
Герб епархии

В XI—XV веках в Исландии существовали две епархии Скальхольте и Холара, которые входили в митрополию Бремена. После начала Реформации в XVI веке датские власти прекратили деятельность Католической церкви в Исландии и запретили въезд в страну католических священников.
В середине XIX века деятельность Католической церкви в Исландии была возобновлена. 12 июня 1923 года Папа Римский Пий XI издал бреве Insula Islandia, которым учредил апостольскую префектуру Исландии, выделив её из апостольской префектуры Дании. Апостольская префектура Исландии была поручена пастырскому попечению монахам из монашеского ордена монфортанов.
6 июня 1929 года Папа Римский Пий XI выпустил бреве Cum ex apostolico, которым преобразовал апостольскую префектуру Исландии в апостольский викариат.
18 октября 1968 года Папа Римский Павел VI издал буллу Cum Ecclesia, которой преобразовал апостольский викариат Исландии в епархию Рейкьявика с прямым подчинением Святому Престолу.
В середине XX века численность верующих епархии Рейкьявика значительно увеличилась за счёт иммигрантов из различных католических стран.
В настоящее время епархия Рейкьявика входит в Конференцию католических епископов Скандинавии.

## Ординарии епархии
- епископ Martino Meulenberg (12.-6.1923 — 3.08.1941);
- епископ Johánnes Gunnarsson (23.02.1942 — 1967);
- епископ Hendrik Hubert Frehen (18.10.1968 — 31.10.1986);
- епископ Alfred James Jolson (12.12.1987 — 21.03.1994);
- епископ Joannes Baptist Matthijs Gijsen (24.05.1996 — 30.10.2007);
- епископ Pierre Bürcher (30.10.2007 — 18.09.2015);
- епископ Давид Тенсер, O.F.M. Cap. (18.09.2015 — по настоящее время).

## Источник
- Annuario Pontificio, Libreria Editrice Vaticana, Città del Vaticano, 2003, ISBN 88-209-7422-3
- Бреве Insula Islandia, AAS 15 (1923), стр. 489  (лат.)
- Бреве Cum ex apostolico, AAS 21 (1929), стр. 659  (лат.)
- Булла Cum ecclesia, AAS 61 (1969), стр. 227  (лат.)